# Pierre Gailhard
Pierre Gailhard, także Pedro Gailhard (ur. 1 sierpnia 1848 w Tuluzie, zm. 12 października 1918 w Paryżu) – francuski śpiewak (bas) i menadżer operowy.

## Życiorys
Śpiewu uczył się w rodzinnym mieście, następnie od 1866 roku był studentem Konserwatorium Paryskiego. Studia ukończył już po roku, zdobywając I nagrodę. Zadebiutował w 1867 roku na deskach Opéra-Comique rolą Falstaffa w operze Ambroise’a Thomasa Le songe d’une nuit d’été. Od 1871 roku związany był z Operą Paryską, gdzie kreował role basowe w operach Auguste’a Mermeta, Victorina de Joncières’a, Ambroise’a Thomasa, Daniela Aubera i Jacques’a Offenbacha. W latach 1879–1883 gościnnie występował na scenie Covent Garden Theatre w Londynie. Pełnił funkcję dyrektora Opery Paryskiej: w latach 1884–1891 wspólnie z Eugène’em Rittem, następnie 1893–1899 z Eugène’em Bertrandem, a od 1899 do 1908 roku samodzielnie. Podczas swojej kadencji propagował twórczość Richarda Wagnera, wystawił Lohengrina (1895), Walkirię (1893), Tannhäusera (1895), Śpiewaków norymberskich (1897) i Zygfryda (1902). Ściągnął do Paryża najwybitniejszych śpiewaków ówczesnych czasów, m.in. Nellie Melbę, Emmę Eames, Aino Ackté, Jana i Edwarda Reszke.
Dysponował dźwięcznym głosem, umożliwiającym mu odtwarzanie zarówno partii dramatycznych, jak i komicznych. Kreował m.in. Leporella w Don Giovannim, Osmina w Uprowadzeniu z seraju, Saint-Brisa w Hugonotach, Mefistofelesa w Fauście. Opracował libretta do baletu Maladetta i opery komicznej Guernica Paula Vidala. Otrzymał order kawalera Legii Honorowej (1886).
Jego synem był kompozytor André Gailhard (1885–1966).